# Riek Machar

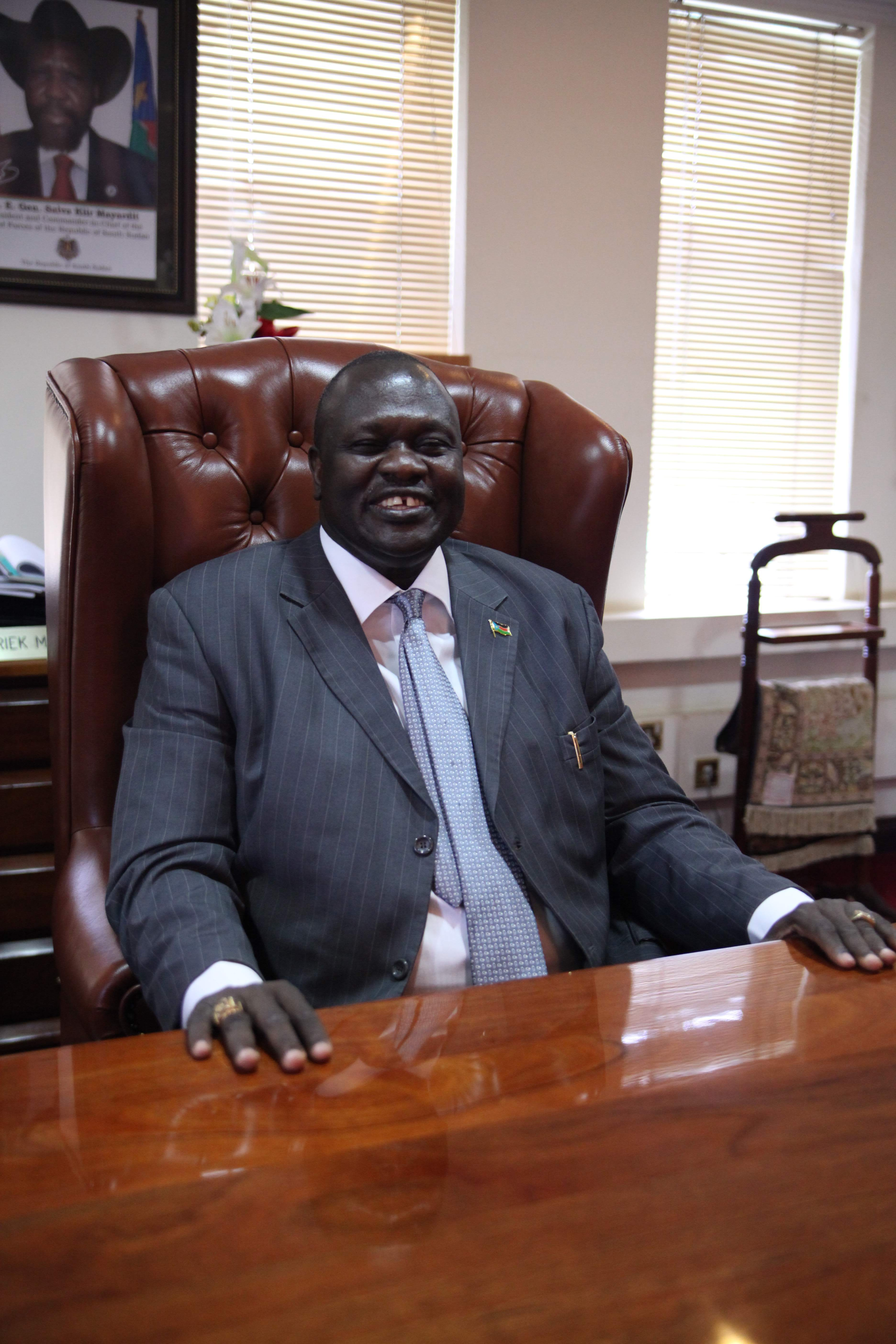
Riek Machar (2012)

Riek Machar Teny Dhurgon (* 1952 in Leer, Sudan) ist ein südsudanesischer Politiker. Er ist seit August 2020 erster Vizepräsident des  Südsudan. Dieses Amt hatte er bereits von 2005 bis zum 23. Juli 2013 sowie vom 26. April 2016 bis zu seiner Absetzung durch Präsident Salva Kiir Mayardit am 25. Juli 2016 inne. Davor war er Kriegsherr im Sezessionskrieg. Er gehört dem Volk der Dok-Nuer an.
Riek Machar wurde als 26. Sohn eines Stammesführers in Leer im Bundesstaat Unity geboren. Machar ist Presbyterianer. Er studierte Ingenieurwissenschaft an der Universität Khartum und erwarb 1984 einen Ph.D.-Abschluss an der Universität von Bradford, England.

## Bürgerkrieg
Nach Sudan zurückgekehrt, gehörte Machar zu den frühesten Mitgliedern der SPLA unter John Garang, die 1983 mit dem Aufstand in Bur den zweiten Bürgerkrieg gegen die sudanesische Regierung begann. Machar war zunächst Kommandant seiner Heimatprovinz und wurde dann Vize-Kommandant der SPLA. Im August 1991 spaltete er zusammen mit Lam Akol und Peter Par Jiek die Fraktion SPLA-Nasir (benannt nach dem Hauptsitz der Gruppe in der Stadt Nasir, auch SPLA-United) von der SPLA ab und wollte Garang entmachten. Dessen Kampftruppe wurde zur Unterscheidung nun SPLA-Torit nach dem Ort Torit genannt. Angeblicher Grund für die Spaltung war der gegen den autoritären Garang gerichtete Anspruch zu demokratischen Reformen. Der Unterschied zwischen beiden in der politischen Zielsetzung: Garang wollte den Sudan unter einer neuen Regierung vereint sehen, während Machar eine Autonomie für den Süden forderte. Für ihren Machtkampf nutzen beide Führer alte ethnische Konflikte zwischen den jeweiligen Volksgruppen Dinka und Nuer aus. Machar stilisierte sich zum religiösen Heilsbringer, indem er einen Volksglauben über den Nuer-Propheten Ngundeng missbrauchte, und rechtfertigte den Diebstahl von Rindern aus dem Besitz der Dinka als gerechten Ausgleich für frühere Viehdiebstähle der Dinka an den Nuer. An Nuer-Land angrenzende Dinka-Gebiete wurden verwüstet, Menschen umgebracht, Frauen und Kinder entführt. Machar nahm seinen Leuten die Skrupel und Angst vor Verfolgung bei Straftaten mit der Behauptung, es gäbe zweierlei Arten von Kriegen: Hier gehe es um einen „Regierungskrieg“, bei dem die gegnerischen Verletzten und Toten kein rechtliches Problem und soziales Risiko bedeuten würden. Im Gegensatz dazu müssen bei einem „Krieg um die Heimat“ traditionsgemäß verletzte oder getötete Feinde mit Blutgeld bezahlt werden. Er sprach alle Nuer von der persönlichen Verantwortung ihrer Taten frei.
Viele Nuer liefen zur Nasir-Fraktion nicht wegen deren Grundsatzprogramm über, sondern allein, weil sie Nuer waren. Die Glaubwürdigkeit bei der eigenen Bevölkerung verlor Machar, als im Kampf auf persönlicher Ebene zwischen ihm und Garang immer mehr Zivilisten ihr Leben ließen. Bis zu einem von außen vermittelten Friedensschluss 1998 waren die Kämpfe zwischen verschiedenen SPLA-Fraktionen häufig grausamer und verlustreicher als die Angriffe der nordsudanesischen Armee. Machar wird für das „Bor-Massaker“ an 2000 Dinka-Zivilisten in Bor im Jahr 1991 verantwortlich gemacht, bei dem seine Truppe von Khartum mit Waffen ausgerüstet worden war. Tausende Dinka flohen anschließend in die Provinz Ost-Äquatoria.
1992 trennte sich Machar von Akol. Letzterer behielt den Namen SPLA-Nasir für seine Fraktion. Machar gründete eine weitere Splittergruppe, die South Sudan Independence Movement/Army (SSIM/A). Mit ihr war er zum direkten Verbündeten der sudanesischen Regierung geworden. In einer weiteren Spaltung verließen Mitglieder der SSIM aus dem südlichen Äquatoria Machar, um die Organisation Equatoria Defence Force (EDF) zu gründen. In einer gemeinsamen Absichtserklärung fanden sich SLA-Nasir, SSIM und EDF auf Seiten Khartums zusammen. 1997 unterzeichnete Machar ebenso wie die genannten Gruppen ein Friedensabkommen (Khartoum Peace Agreement, KPA) mit der Regierung in Khartum und formalisierte damit seine Beziehungen. Das Abkommen enthielt Regelungen zur Machtverteilung und die Verpflichtung, ein Referendum über die Selbstregierung Südsudans durchzuführen. Garang erklärte die KPA für illegitim und sich selbst zum alleinigen Repräsentanten des Südens. Danach führte Machar die mit der Regierung, der National Islamic Front (NIF), verbündete South Sudan Defense Force (SSDF), die sich vor allem im Bundesstaat al-Wahda 1997/1998 Kämpfe mit dem ebenfalls von der Regierung unterstützten Nuer-Kriegsherrn Paulino Matiep, früherer Vize-Kommandant der SPLA, lieferte. Die Kampfhandlungen und Übergriffe dieser Gruppen trugen wesentlich zu Hunger unter der Zivilbevölkerung der Region bei. Nachdem sich Machar nach Nairobi abgesetzt und dort eine weitere bewaffnete Oppositionsgruppe namens Sudan People's Democratic Front gegründet hatte, fanden sich seine Gruppen 2002 wieder auf der Seite der ursprünglichen SPLA und im Kampf gegen die Nordsudanesen zusammen.

## Leben
Machars erste Frau war Angelina Mang, eine Nuer. In seinem Hauptquartier im Dorf Ketbek, fünf Kilometer von Nasir nahe der äthiopischen Grenze, heiratete Machar im Juni 1991 die britische humanitäre Helferin Emma McCune, und lebte somit in Vielehe. McCune war für das kanadische Projekt Street Kids International im Rahmen der Operation Lifeline Sudan nach Sudan gekommen, wurde aber infolge ihrer Heirat entlassen.
Nach dem Sturz der damaligen äthiopischen Regierung mussten 100.000 sudanesische Flüchtlinge überraschend die Region Gambela in Äthiopien verlassen und wurden in das sudanesische Kriegsgebiet getrieben, was dort zu einer Hungersnot führte. Durch seine Beziehung mit McCune erlangte Machar Zugang zu Informationen der Hilfswerke, was ihm Vorteile verschaffte. Zudem erklärte er seine Heirat mit McCune als Erfüllung einer Vorhersage des Propheten Ngundeng. Ein ungenannter linkshändischer Nuer würde eine weiße Frau heiraten, soll der Prophet gesagt haben, so Machar.
Im November 1993 starb die zu diesem Zeitpunkt schwangere McCune im Alter von 29 Jahren bei einem Autounfall in Nairobi. Angelina Mang wurde beim Friedensschluss 2005 Staatsministerin für Energie.
Seit 2006 vermittelte Riek Machar als südsudanesischer Vizepräsident bei Friedensgesprächen in Juba wenig erfolgreich zwischen der Regierung Ugandas und den Rebellen der Lord’s Resistance Army. Am 23. Juli 2013 wurde er von Präsident Salva Kiir Mayardit entlassen.
Im Dezember 2013 misslang Machar ein Putsch gegen Salva Kiir Mayardit, womit der Bürgerkrieg im Südsudan begann. Am 12. Februar 2016 wurde Machar wieder zum ersten Vizepräsidenten ernannt und am 25. August 2016 durch Taban Deng Gai ersetzt.
Das Sentry-Projekt, finanziert von George Clooney und dem Menschenrechtsaktivisten John Prendergast, wies über anonyme Quellen 2016 nach, dass sich Machar und andere Würdenträger des Landes an den Bodenschätzen bereicherten, während sie ihren Wohnsitz z. B. nach Nairobi verlagert hatten, um nicht von den Auswirkungen des Bürgerkrieges beeinträchtigt zu werden. Außerdem bemängelt The Sentry, dass im vergangenen Jahr verabschiedete Sanktionen ausgerechnet die Elite des Landes nicht treffen würden.
Im Februar 2020 wurde Machar erneut zum ersten Vizepräsidenten ernannt. Ende März 2025 wurden er und seine Ehefrau, die Innenministerin Angelina Teny, unter Hausarrest gestellt.